# Hector Louis Goffint
Hector Louis Goffint, né à Saint-Ghislain le 24 janvier 1877 et mort à Mons le 1er septembre 1953, est un artiste peintre, pastelliste et graveur . Il a également enseigné la peinture et fait partie de cercles artistiques à Mons (Bon Vouloir et l'Essaim).

## Biographie
Louis Goffint est né le 24 janvier 1877 à Saint-Ghislain dans la région de Mons dans une famille bourgeoise. Il est le fils d'Ernest Goffint, géomètre et architecte, et de Julie Corbisier. 
Il étudie la peinture à l'Académie royale des Beaux-Arts de Mons avec Antoine Bourlard et Émile Motte. Il adhère au cercle artistique de Mons Le Bon Vouloir. De 1895 à 1901, il participe au salon d'exposition d'œuvres d'artistes de ce cercle qui est ouvert à toutes les tendances novatrices et à toutes les techniques artistiques. De même, Louis Goffint et Léon Degavre fondent le 17 avril 1898 à Mons un hebdomadaire illustré consacré à la littérature, à l’art, à l’histoire et aux sports, La Verveine.
En 1898, il est lauréat du concours des aquafortistes de Belgique.
En 1908, il participe à la fondation de L'Essaim, autre cercle artistique montois, et y expose ses œuvres.
Louis Goffint représentait souvent dans ses eaux-fortes et ses estampes des vues de Mons, du Borinage et des types féminins. 
En février 1911, il est nommé professeur à l'École provinciale des Arts et Métiers de l'arrondissement de Mons à Saint-Ghislain. En 1913, il expose une gouache au Salon des artistes wallons à Mons. En 1914, il devient membre de la Fédération des Artistes Wallons.

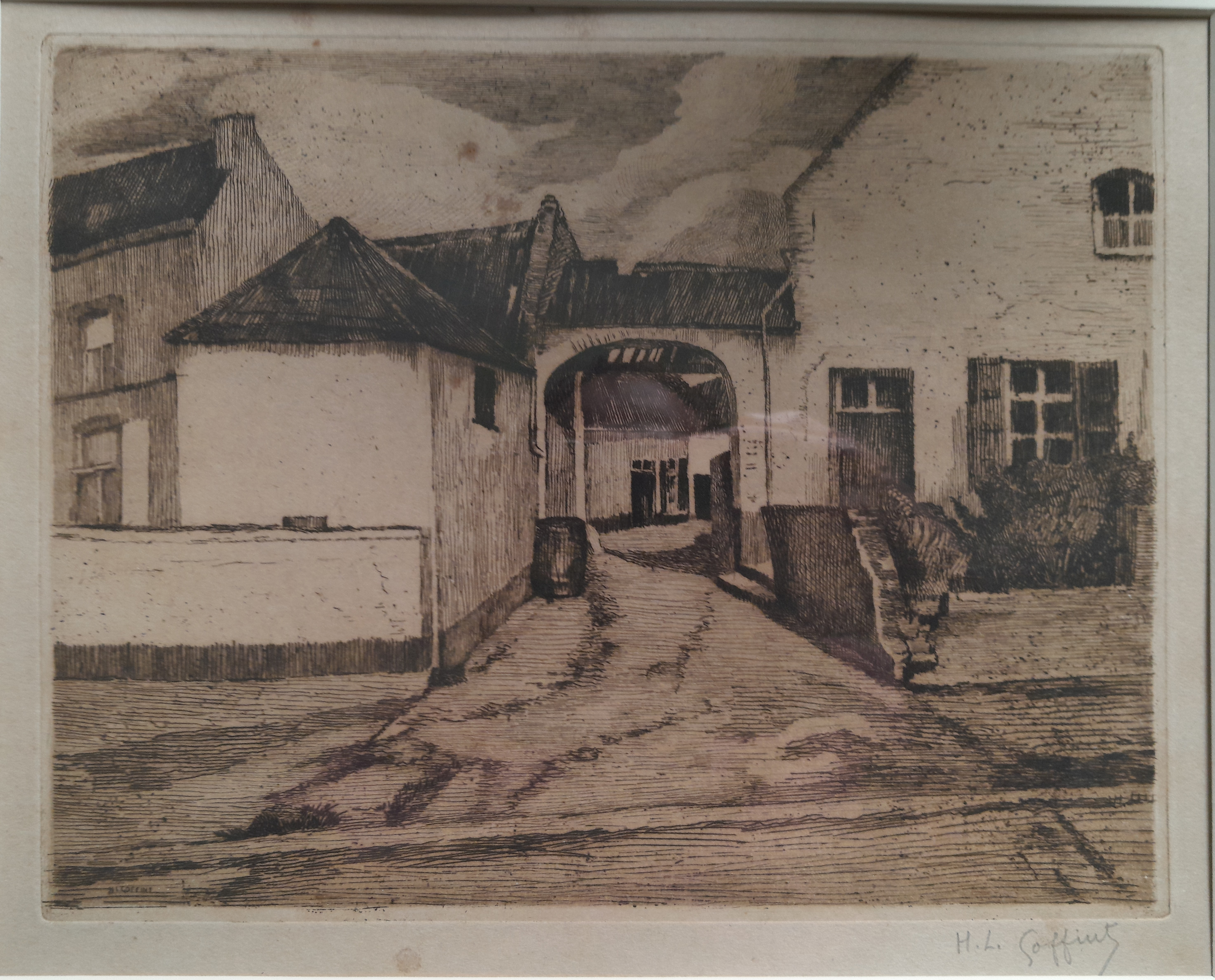
Porche de maison, lithographie.

Le musée des Beaux-Arts de Mons possède certaines de ses œuvres.

## Sélection d'œuvres
- 1897 : Têtes de vieux et Bohémienne (d'après Franz Hals), eaux-fortes présentées à l'Exposition internationale de Bruxelles des beaux-arts ;
- 1908 : Homme à grosse moustache, gravure, collection privée ;
- 1915 : Au café, dessin, collection privée ;
- 1916 : Femme au miroir, peinture, collection privée ;
- 1920 : Nature morte mimosas, collection privée;
- s.d. : L'amateur de pinsons, collection privée ;
- s.d. : Nu féminin couché, collection privée ;
- s.d. : Nu vu de dos, collection privée ;
- s.d. : Porche d'entrée de ferme, gravure, collection privée ;
- s.d. : Grand Place de Mons, eau-forte, collection privée ;
- s.d. : Sainte-Waudru, eau-forte, collection privée.

## Distinctions belges
- Chevalier de l'ordre de la Couronne.
- Chevalier de l'ordre de Léopold II.